# Björn Gilsson
Björn Gilsson, född omkring år 1100, död 20 oktober 1162, var det isländska stiftet Hólars tredje biskop.
Björns föräldrar var Gils Einarsson, bonde på gården Þverá (Tvärå) i Eyjafjorden, och Þórunn Bjarnardóttir, sondotter till Þorfinn karlsefni på Reynistaður. Björn hade en yngre bror som också hette Björn, samt en syster vid namn Þórný som var gift med Jón Sigmundarson Svínfellingr. Via sin mor var Björn också släkt med biskoparna Þorlákr Runólfsson och Brandr Sæmundarson.
Björn gick i skola på gården Haukadalr. Hans lärare var Teitr Ísleifsson, biskop Ísleifr Gissurarsons son. Senare studerade han även i katedralskolan i Hólar under handledning av biskop Jón Ögmundarson.
Björn Gilsson valdes till biskop i Hólar år 1146 och invigdes till ämbetet av ärkebiskop Eskil i Lund den 4 maj 1147. Hans viktigaste gärning som biskop kom att bli grundandet av ett benediktinkloster på den egna ättegården Þverá år 1155. Enligt Landnámabók hade gården ursprungligen uppförts av landnamsmannen Helge den magres son Ingjald och innehades av bland andra dennes sonson Víga-Glúmr samt av Einarr Eyólfsson, från vilken Björn Gilsson härstammade. Det var alltså det egna fadersarvet som biskop Björn satsade för att förverkliga sitt nya kloster, vilket fick namnet Munkaþverá. Detta var Islands andra kloster, och det kom under medeltiden att bli ett viktigt centrum för sagaskrivandet på ön.
Biskop Björns bror, Björn Gilsson den yngre, valdes 1161 till Munkaþveráklostrets andre abbot, efter Nikulás Bergsson som avlidit 1159. Hans bror biskopen invigde honom på våren 1162, samma år som han dog. Björn Gilsson den yngre avled 1181.
Då biskopsstolen i Skálholt stod tom efter Magnús Einarssons frånfälle 1148, och sedan Hallr Teitsson, som valdes att efterträda honom hade bråddött på utlandsfärd innan han ens hade hunnit invigas i ämbetet, fick Björn Gilsson styra både Hólar och Skálholt. Vid den tiden rådde stor prästbrist på Sydlandet och man letade med ljus och lykta efter lovande prästämnen. En stor hop män prästvigdes sedan av biskop Björn på alltinget sommaren 1152, och det blev mycket omtalat. En av dem som prästvigdes då var Þorlákr Þórhallsson, Islands blivande nationalhelgon, men den gången så ung att han måste ha fått dispens för att få bli präst.
Björn Gilsson är troligen den minst kände av fristatstidens biskopar. Han omtalas i Hungrvaka, Jóns saga helga och i Guðmundar saga, men någon egen saga har han inte. I samband med helgonförklaringen av Jón Ögmundarson gjordes försök att också få Björn Gilsson heligförklarad. I Rannveigar leiðsla i Guðmundar saga sägs biskop Björn komma på fjärde plats i helighet efter biskoparna Þorlákr, Jón och Ísleifr. Troligen påbörjades en vita (levnadsbeskrivning) omkring år 1200, men någon sådan har inte bevarats. Kanske blev den lågornas rov i den stora klosterbranden 1429.
Björn Gilsson var troligen ogift och efterlämnade inga barn.